# Matià
Matià (en grec, Μαθιά) és un poblet de Grècia situat a l'illa de Creta. Pertany a la unitat perifèrica d'Iràklio, al municipi de Minoa Pediada i a la unitat municipal de Kasteli. L'any 2011 tenia població de 167 habitants.
Als voltants d'aquest poble s'han trobat restes arqueològiques d'assentaments i tombes, així com pitos dels períodes minoic mitjà (al lloc de Stavroplaka) i minoic recent (al lloc de Katalimata), a més d'altres restes de períodes posteriors.
També hi ha diverses esglésies, entre les quals destaca la d'Agios Georgios, amb pintures murals del s. XIV.

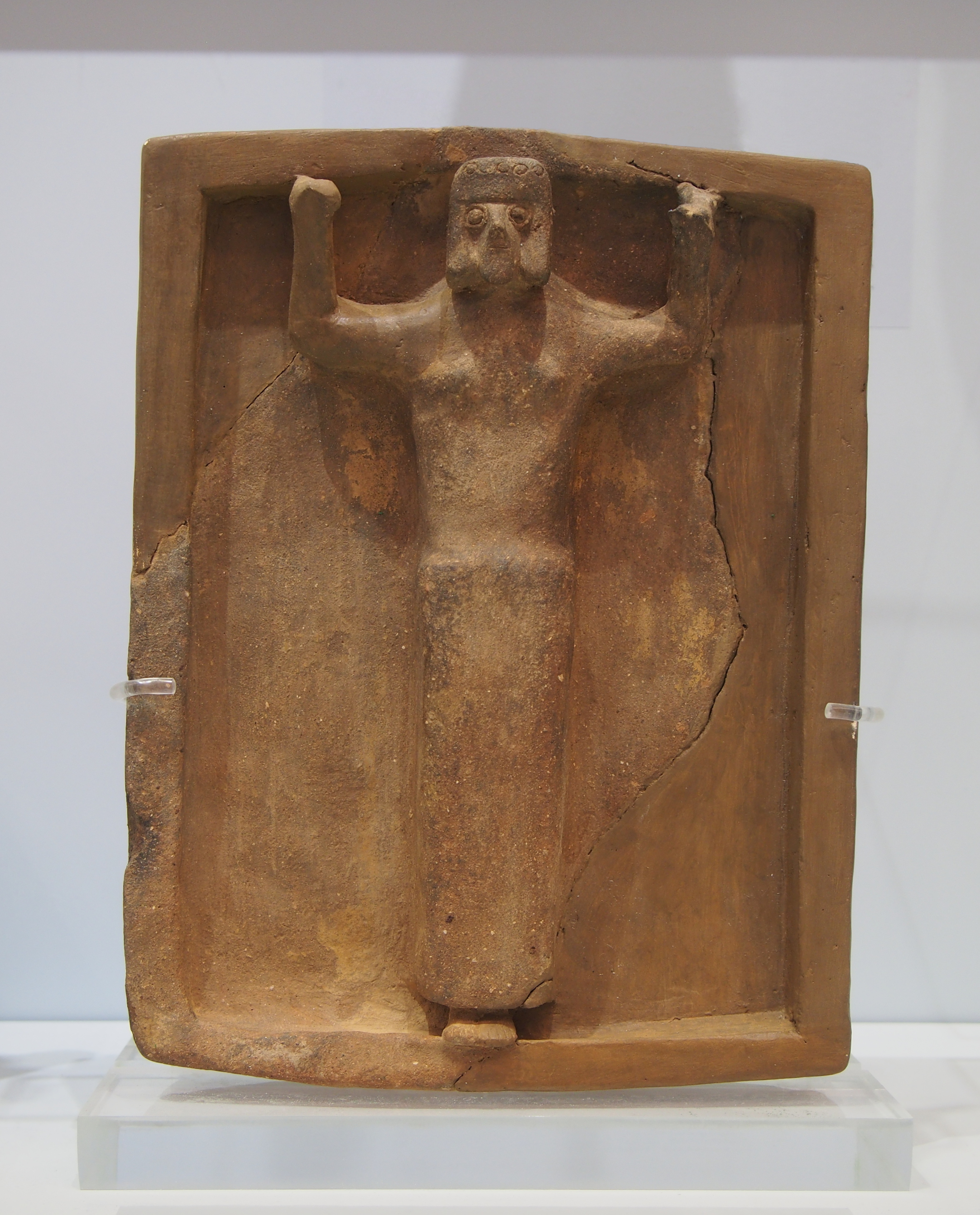
Figura del període arcaic trobada a Matià, Museu Arqueològic de Càndia